# A Matinee Mix-Up
A Matinee Mix-Up è un cortometraggio muto del 1912 scritto e diretto da Al Christie.

## Produzione
Il film - un cortometraggio a una bobina - fu prodotto dalla Nestor Film Company.

## Distribuzione
Distribuito dalla Motion Picture Distributors and Sales Company, il film uscì nelle sale cinematografiche USA il 22 gennaio 1912.